# 山冈光太郎

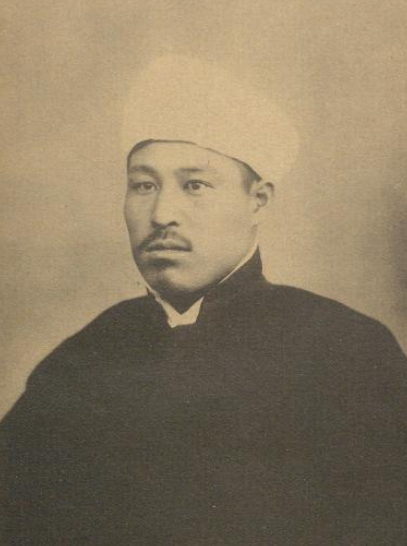
山冈光太郎

山冈光太郎（日语：／；1880年3月7日—1959年9月23日），经名欧麦尔，是日本伊斯兰與犹太学家。山冈是有记录以来第一位抵达麥加完成朝觐的日本人，还在昭和时代日本发表了大量介绍伊斯兰教的著作。曾獲勋六等单光旭日章。

## 个人经历
1904年，山冈作为东京外国语学校（现为东京外国语大学）俄语系一期生毕业。此后，他以陆军翻译官的身份从军，参加了日俄战争。战后他在大原武庆中佐管辖下的昌图军政署工作。

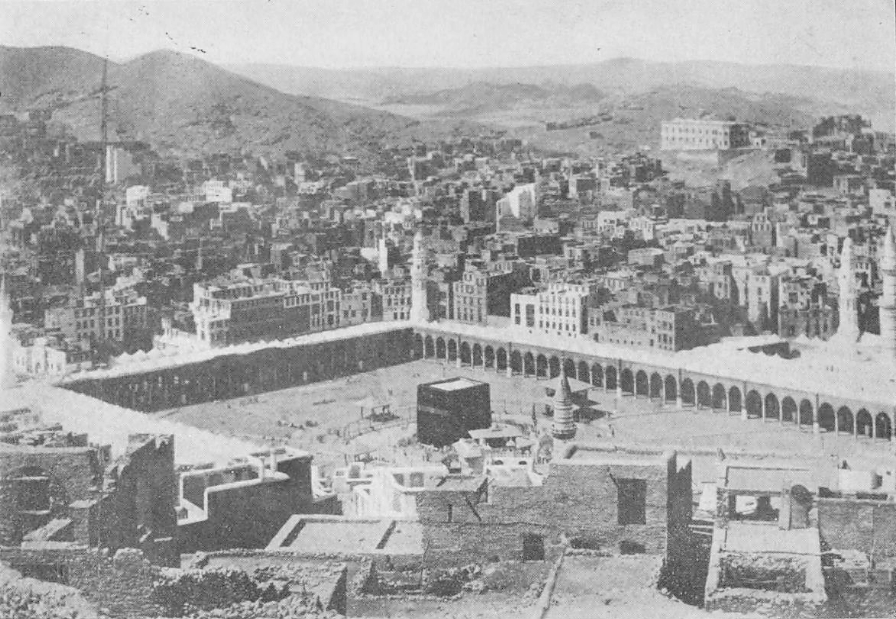
1909年，山冈朝觐时的麦加

1909年，参谋本部的福島安正命令山冈出发去麦加朝觐，以此进行对伊斯兰世界的情报收集工作。山冈离开日本后，与后来成为了東京大清真寺首任伊玛目的阿卜杜勒西德·易卜拉欣在孟买汇合。在向易卜拉欣学习了《古兰经》之后，山冈于同年12月抵达麦加进行朝觐。当时，山冈身着黑色和服，谒见了沙特首任国王伊本·沙特。
此后，山冈又到阿勒山、麦地那、大马士革、耶路撒冷、开罗、伊斯坦布尔等圣地进行朝圣。1910年6月，他经由俄罗斯返回日本，并于1912年写下了《阿拉伯纵断记》（日语：アラビヤ縦断記）。这本书连明治天皇和昭憲皇太后都曾拜读过。
1911年，武昌起义爆发后，山冈从军支援黎元洪。
1912年到1920年间，山冈开始环游世界。他先后游历了摩洛哥、阿尔及利亚、突尼西亚、开罗、亚历山大港、伊斯坦堡等北非圣地。而在一战爆发时，山冈正好在欧洲旅行，他在战火中游历了除德国和奥地利以外的大部分交战国与中立國。此后山冈又抵达美洲，游历了美国和拉丁美洲诸多共和国，并探访了中美洲的七个共和国。
1921年返回日本后，他撰写了《回回教的神秘威力》（日语：回々教の神秘的威力）一书。同年年底，日后成为了日本穆斯林协会会长的三田了一被中国农村穆斯林的生活所吸引，拜访了正在镰仓的暂时住所内执笔创作的山冈，向他请教了一些伊斯兰教相关的问题。这次会面给刚刚接触伊斯兰教数年的三田了一留下了极为深刻的印象。

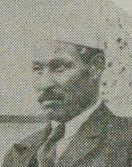
1924年，山冈在伊斯坦布尔

山冈从1923年起在开罗居住了一年，此后又在伊斯坦布尔居住了三年，于1927年返回日本。
二战结束前后，山冈身在北京，此间也与三田了一多次会面。1945年日本投降后，山冈被遣返回了日本本土。
回到日本后，山冈的生活颇为困窘。他接连三次造访北九州大学，与在彼处担任汉语讲师的三田了一会面。1949年冬天，两人最后一次会面时，山冈看起来非常疲惫。而到了1950年，三田迁居回东京后，就再也没有了山冈的消息。直到1959年，三田了一才通过福利设施的来信得知了山冈的死讯。
1954年，成为流浪者的山冈入住了堺市的福利设施福生园。根据福生园中辻园长的记述，在生命中的最后几年，山冈活得很自在。他经常讲起自己年轻时记得的秋日长夜的故事，来哄福利院的其他老人开心，又在入园以来的数年间将热情倾注在《巴勒斯坦的阿拉伯人与犹太人》（日语：パレスチナのアラブとユダヤ）这部著作的创作上。山冈说：“我没有妻子也没有孩子，没有金钱也没有歌。唯一值得传唱的，就是我这执笔中的手稿将成为一本书。”
1959年9月23日，在因中風而摔倒一个月后，山冈光太郎平静地去世了，享年79岁。

## 著作列表
- . 東亞堂書房. 1912-07. NDLJP: 1184116 NDLJP: 2385840 NDLJP: 2387865.
- . 川流堂 小林又七. 1912-12. NDLJP: 916739.
- . 新光社. 1921-11.
- . 飛龍閣. 1922-07. NDLJP: 1018552 NDLJP: 1078820.
- . 南米研究会. 1922-09. NDLJP: 964489.
- . 渡部事務所. 1928-10. NDLJP: 1174022.
- . 植田印刷所. 1928-05. NDLJP: 1174796.
- . 植田印刷所. 1936-01.

## 脚注
1. 1 2  山岡光太郎.  . 東亞堂書房. 1912. ASIN B07Q7ZG24T.
2. 1 2   . 日本からメッカへ (Kindle). 2018. ASIN B079WN74WX.
3. 1 2 3 4 5  三田了一. . 1976-12-05  [2021-06-18]. （原始内容存档于2021-06-24） （日语）.

## 相关项目
- 三田了一